# Konbini (site web)
Pour les commerces de proximité au Japon, voir Konbini.
Konbini est un média en ligne français fondé à Paris en 2008 par David Creuzot et Lucie Beudet.
La stratégie de Konbini repose sur une présence importante sur les réseaux sociaux ; les jeunes âgés de 18 à 30 ans sont sa principale cible. L'entreprise se finance principalement par différentes méthodes dérivées du publirédactionnel, notamment le marketing de contenu et le native advertising,,.
Le capital de Konbini est détenu majoritairement par la famille Perrodo jusqu'à son rachat à 100 % en 2024 par DC Company, l’éditeur du Gorafi.

## Nom
Le nom du média est un clin d'oeil au konbini japonais, magasin de proximité ouvert 24 heures sur 24.

## Historique

### Fondation et actionnariat
En 1997, les deux fondateurs du site, David Creuzot et Lucie Beudet, ont créé et travaillé ensemble au sein de l'agence digitale Pekin ; cette dernière fusionne en 2006 avec La Chose. En septembre 2008, ils lèvent 700 000 euros et créent le site Konbini, auprès de NextStage AM et notamment de son président Grégoire Sentilhes. Ils appellent Mathieu Marmouget à la direction générale, avec qui ils avaient collaboré à des campagnes innovantes pour Orange. Les fondateurs s'inspirent du modèle d'Acne Studios, agence de communication suédoise qui s'est diversifiée dans plusieurs activités, notamment la production de films, la publication d'un magazine et la création de vêtements, cette dernière activité ayant par la suite donné lieu à la création d'une structure dédiée. Le site produit des vidéos abordant des sujets aussi variés que la musique, la mode, la culture populaire entendue au sens large ou même la politique et des thèmes sociaux d'actualité. La ligne éditoriale est proche de celle de sites comme BuzzFeed.
En 2009, l'entreprise opère à nouveau une levée de fonds de 3 millions d'euros auprès de NextStage,, afin de renforcer son développement et de lancer une version anglaise du site. En 2012, l'entreprise est rentable et son chiffre d'affaires s'élève à 5 millions d'euros.
La Lettre A indique en 2019 que la famille Perrodo est l'« un des principaux actionnaires » de Konbini. La famille détient le média à travers « une multitude de sociétés opaques » : une holding luxembourgeoise dénommée Ommirep, elle-même détenue par trois sociétés immatriculées aux Bahamas. L’article revenait également sur les relations d’affaires entre les fondateurs du média et Stéphane Richard, alors PDG d’Orange. Selon Capital, la discrétion de cet investissement réalisé « de manière opaque, via une holding luxembourgeoise » « s’explique peut-être par la réputation controversée de cette famille, en raison de leur utilisation des paradis fiscaux et d’accusations de corruption ».
À partir de juillet 2023, Marjorie du Manoir est directrice de la rédaction du média en ligne,.
En 2022, la famille Perrodo réinjecte trois millions d’euros supplémentaires dans le site de « vidéos lifestyle », portant leur participation à 80,8 % ce qui porte leur investissement à un total de 46 millions d’euros. Ces apports de fonds étaient nécessaires en raison des pertes de la société, qui a cumulé 27,3 millions d’euros de déficits entre 2018 et 2020. Des sommes relativement importantes, selon Capital, « au regard du chiffre d’affaires: environ 13 millions d’euros en 2020, à peu près autant qu’en 2019. ».

### Présence sur les médias sociaux
En septembre 2016, Konbini se lance sur Snapchat via la fonctionnalité « Discover » en France. Konbini est en 2019 l'un des seuls médias en Europe à avoir accès aux trois formats Snapchat qui sont Discover, Shows et Curated.
L'entreprise se finance principalement par différentes méthodes dérivées du publirédactionnel, comme le marketing de contenu ou le native advertising. Certains contenus publiés par Konbini sont en partie co-produits pour des marques comme Coca-Cola, Netflix ou L'Oréal. Sur son site internet, Konbini entretient une communication transparente quant à l'origine du brand content grâce à la présence de logo signalant les publications créées en partenariat avec des marques.
Selon alloweb, Konbini se finance principalement par des levées de fonds.
Konbini est partenaire de Disclose depuis 2018.
Konbini dispose de bureaux à Paris, et de 2017 à 2019 en Suisseet au Nigeria.
En 2022, Konbini comptait  environ 4,9 millions de visiteurs uniques par mois sur son site internet. Sur les réseaux sociaux, le média comptait 15 millions de followers au travers de ses comptes sur Facebook, Instagram, TikTok, Snapchat et Youtube.

### Depuis 2017
À l'occasion de la campagne pour l'élection présidentielle française de 2017, Konbini lance « Speech », un format dédié aux sujets de société et à la politique.
Konbini produit également Boza, un documentaire de quatorze minutes sur le sauvetage des migrants en mer Méditerranée à bord de l'Aquarius, affrété par l'ONG SOS Méditerranée.
En novembre 2017, Hugo Clément, ancien journaliste du Petit Journal puis de Quotidien, rejoint Konbini,. Il lance la plateforme Konbini News au début du mois de février, avec une stratégie éditoriale qui vise à proposer de longs reportages de terrain sur des sujets originaux et fournir des éclairages sur l'actualité politique et culturelle, à dimension internationale.
Les reportages de Konbini News traitent de thémes variés : l'emprisonnement de femmes au Salvador, la vie dans le village le plus froid du monde, la perception de l'homosexualité en Tunisie, entre autres. Dans le cadre de la journée internationale des femmes, Hugo Clément interviewe Nikita Bellucci, ancienne actrice pornographique victime de harcèlement sexuel.
Konbini est l'un des premiers medias français à mettre en place une campagne de levée de fonds à la suite de l'un de ses reportages. En mai 2018, après la diffusion d'un reportage sur la famine au Kasaï, les équipes lèvent 500 000 euros auprès de jeunes lecteurs pour l'association Action contre la faim.
À la fin du mois de novembre 2017, Konbini accompagne le président de la République Emmanuel Macron lors de sa première tournée en Afrique.
Le 27 mars 2019, Konbini et France Inter s'associent pour lancer la journée Le plastique non merci qui connaît un vif succès sur les réseaux sociaux. Le Parlement européen annonce le même jour son ambition d'interdire la commercialisation du plastique à usage unique dans toute l'Union européenne d'ici 2021 en reprenant le mot-dièse #Leplastiquenonmerci.
Peu après l’entrée de la famille Perrodo au capital, Konbini ferme la plupart de ses bureaux à l’étranger (États-Unis, Grande-Bretagne, Nigéria, Allemagne). En septembre 2019, Konbini ferme son bureau suisse situé à Vevey, ouvert en 2017.
Selon Capital, les pertes de financières de Konbini ont quadruplé en 2019 et les départs se sont multipliés au sein de son état-major ces dernières années. Les relations entre les différents actionnaires de Konbini se sont tendues et à l’été 2020, la société a demandé au tribunal de commerce la nomination d’un mandataire ad hoc qui pourrait être lié à un blocage entre actionnaires. « Ce mandat ad hoc était lié plutôt à une discussion entre associés. C'est plus un sujet de gouvernance », justifie David Creuzot dans un entretien à France Culture.
En 2020, un représentant de la famille Perrodo, Irakliy Lobzhanidze, le Directeur du développement de Konbini depuis 2018 et ancien banquier chez Rothschild , est nommé directeur général. Après cette nomination, la quasi-totalité de l’équipe de direction a été remplacé.
En 2022, selon Le Figaro, Konbini enfin parvient à la rentabilité après plusieurs années de restructuration, notamment grâce à l’optimisation des coûts et à la croissance continue de son chiffre d’affaires (qui s’est vu quasiment doublé entre 2018 et 2022, pour atteindre environ 20 millions d'euros en 2022). Konbini recentre ses activités sur le marché français (en fermant définitivement ses bureaux au Mexique, aux États-Unis, au Nigeria et en Suisse), pour préserver ses parts de marché en France face à l'arrivée des concurrents comme Brut, Loopsider et autres.
En février 2023, Konbini annonce un partenariat stratégique avec M6 pour lancer une chaîne Fast Konbini 24/24 sur 6play.
En juin 2023, Irakli Lobzhanidze quitte ses fonctions de directeur général.
En septembre 2023, Le Figaro révèle que DC Company, propriétaire entre autres du site satirique Le Gorafi, est entré en négociations exclusives avec la famille Perrodo pour le rachat de Konbini. Le rachat d'une part majoritaire par DC Company se concrétise début 2024. Selon La Lettre, l'opération approche les 40 millions d'euros et en partie grâce à un échange d'actions. D'après un accord scellé le 1er février, Geoffrey La Rocca cède 36 % du capital de son groupe de médias DC Company aux Perrodo et aux fondateurs de Konbini (Lucie Beudet et David Creuzot, qui possédaient toujours 20 % du média) contre les actions de Konbini.

## Critiques et controverses
Durant l'été 2017, Le Monde diplomatique dépeint un site où les journalistes sont au service des marques et travaillent dans des conditions difficiles. L'article fait témoigner plusieurs salariés ou anciens salariés, qui dénoncent les méthodes de la rédaction, ainsi que le recours à des auto-entrepreneurs pour créer du contenu. « Un jour, on nous a dit : “il faudrait maintenant que vous pensiez à trouver un moyen de mettre votre éthique journalistique de côté” », déclare ainsi un salarié.
Fin août 2017, Konbini publie une vidéo sur les « techniques de drague » dans laquelle apparaît un homme recommande de « faire boire la fille un maximum ». Face au tollé provoqué, accusée de participer à la culture du viol, la vidéo est retirée du site internet. La rédaction et son rédacteur en chef présentent leurs excuses.
Pour les journalistes Sophie Eustache et Jessica Trochet du Monde diplomatique, les recettes du site reposent sur la publicité, ce qui maintient Konbini dans une forte dépendance vis-à-vis des annonceurs et conduit la rédaction à s'autocensurer pour éviter de les contrarier : « À propos de la Coupe du monde de football au Qatar, on voulait faire un article concernant les conditions de travail sur les chantiers, relate Basile, rédacteur pendant trois ans à Konbini. La rédactrice en chef a refusé, parce que Coca n'aurait pas accepté un tel sujet ». La rédaction en chef maintient cependant conserver une relative liberté de ton et de traitement, sous les angles prédéfinis du site, à savoir une approche pop du sport.
En décembre 2017, un article publié par un journaliste du site Arrêt sur images révèle qu'une interview d’Emmanuel Macron réalisée par Konbini au Niger a été tournée par Ariane Vincent, directrice éditoriale et directrice de la communication de Konbini, ancienne responsable de la communication au Parti socialiste entre mars 2006 et décembre 2009, et directrice de la campagne numérique de François Hollande en 2012. L'article souligne un mélange des genres et questionne le fond de l'interview ainsi que le rôle de Konbini : « agence de communication ou site de presse ? ». À la suite de la publication de l'article, Ariane Vincent met en cause son auteur et annonce que ce dernier a postulé chez Konbini en novembre, elle propose en outre d'apporter une preuve à ses dires. Elle provoque une polémique en choisissant de mettre publiquement en cause le journaliste tout en ne s'exprimant pas sur le fond de l'article, avant de présenter ses excuses une heure plus tard sur Twitter,,.
Konbini est accusé de s'engager sur certains thèmes sujets à débat, de manière que leurs articles soient plus partagés et donc qu'ils génèrent plus d'audience.
En 2020, Konbini est accusé d'écoblanchiment en faisant une série d'articles appelée Eco Good News en partenariat avec l'entreprise Perrier, propriété du groupe Nestlé. Ce partenariat est notamment critiqué par le journal en ligne Mr. Mondialisation.
Le 4 septembre 2020, Konbini met en ligne une vidéo « d'un père masculiniste » donnant de fausses informations. Le compte Twitter de Konbini introduit la vidéo avec une information relayée dans des sites militants comme SOS Papa prétendant qu'il existe en France 1 300 000 pères privés de droits de visites. Après avoir été vue près de 72 000 fois, la vidéo est retirée du site après cinq heures.
En février 2022, le site d'information Arrêt sur images critique la mise en place de « partenariats » s'apparentant à du marketing de contenu avec l'association antispéciste L214, sans le mentionner aux internautes. De ce fait, ce média est qualifié de « sympathisant » par L214. Des contenus sont ainsi produits par Konbini, sur la base de vidéos et de textes directement fournis par L214. Selon l'enquête d'Arrêt sur images, « un document récapitulatif détaille le plan de communication de l'association sur cette "enquête chevaux". Il révèle que la vidéo de Konbini est montée à partir de séquences présélectionnées par L214, avec un angle correspondant très exactement à ce que souhaitait mettre en avant l'association, qui demande à voir la vidéo avant mise en ligne ». La direction de Konbini indique ne pas avoir eu connaissance de cette collaboration étroite avec L214 organisée par le journaliste Hugo Clément, alors employé du média.

## Condamnation
Après que  La Lettre A a révélé en 2019 que la famille Perrodo comptait parmi les principaux actionnaires de Konbini, ce dernier entame des poursuites en diffamation, qualifiées par Libération de procédure-bâillon ; en octobre 2022, le média d'info-divertissement est débouté et condamné à 6 000 euros de dommages-intérêts pour procédure abusive par la 17e chambre du tribunal judiciaire de Paris.